# Версаль (Індіана)
Версаль (англ. Versailles) — місто (англ. town) в США, в окрузі Ріплі штату Індіана. Населення — 2184 особи (2020).

## Географія
Версаль розташований за координатами 39°3′50″ пн. ш. 85°15′23″ зх. д. / 39.06389° пн. ш. 85.25639° зх. д. (39.063914, -85.256487).  За даними Бюро перепису населення США в 2010 році місто мало площу 3,92 км², уся площа — суходіл. В 2017 році площа становила 4,15 км², уся площа — суходіл.

## Демографія
Згідно з переписом 2010 року, у місті мешкало 2113 осіб у 874 домогосподарствах у складі 538 родин. Густота населення становила 539 осіб/км².  Було 999 помешкань (255/км²).
Расовий склад населення:
| - 98,2 % — білих - 0,3 % — азіатів - 0,2 % — чорних або афроамериканців |

До двох чи більше рас належало 1,2 %. Частка іспаномовних становила 0,4 % від усіх жителів.
За віковим діапазоном населення розподілялося таким чином: 23,6 % — особи молодші 18 років, 60,5 % — особи у віці 18—64 років, 15,9 % — особи у віці 65 років та старші. Медіана віку мешканця становила 37,9 року. На 100 осіб жіночої статі у місті припадало 90,5 чоловіків;  на 100 жінок у віці від 18 років та старших — 88,8 чоловіків також старших 18 років.
Середній дохід на одне домашнє господарство  становив 48 171 долар США (медіана — 41 458), а середній дохід на одну сім'ю — 57 701 долар (медіана — 58 359). За межею бідності перебувало 11,9 % осіб, у тому числі 13,7 % дітей у віці до 18 років та 8,1 % осіб у віці 65 років та старших.
Цивільне працевлаштоване населення становило 831 осіб. Основні галузі зайнятості: виробництво — 21,8 %, освіта, охорона здоров'я та соціальна допомога — 18,1 %, мистецтво, розваги та відпочинок — 11,9 %, роздрібна торгівля — 9,0 %.